# 朔州市朔城区第一中学校
朔州市朔城区第一中学校，简称朔城区一中，是中華人民共和國山西省朔州市的一所學校。始建于民国8年（1919年），1989年改名“朔州市朔城区第一中学校”。2009年8月底建立敬德校区（招生名称：敬德实验中学）。2020年7月被教育部确定为普通高中新课程新教材实施国家级示范校。